# Episodi di The Bad Guy (seconda stagione)
La seconda stagione della serie televisiva The Bad Guy, composta da sei episodi, è stata pubblicata su Amazon Prime Video il 5 dicembre 2024. Rispetto alla stagione precedente, si unisce al cast principale Stefano Accorsi, insieme a Carolina Crescentini e Aldo Baglio come guest rispettivamente nel quarto e nei primi due episodi, mentre Antonio Catania e Bebo Storti, che nella prima stagione avevano solo un cameo, vengono qui promossi al cast principale.
| n° | Titolo                 | Pubblicazione in Italia |
| -- | ---------------------- | ----------------------- |
| 1  | Siam pronti alla morte | 5 dicembre 2024         |
| 2  | Se telefonando...      | 5 dicembre 2024         |
| 3  | Profundo mergere       | 5 dicembre 2024         |
| 4  | Deja vu                | 5 dicembre 2024         |
| 5  | Montecristo            | 5 dicembre 2024         |
| 6  | Itaca                  | 5 dicembre 2024         |

## Siam pronti alla morte
Nino è al cospetto di Mariano Suro, assieme a Teresa. La ragazza uccide tutte le guardie del padre con una pistola nascosta nel peluche di Marianuccio. Nino è pronto a uccidere il mafioso, ma lo salva dopo che questo lo invita a vedere chi si trovi al piano di sopra: la stanza in cui si trovano si scopre essere la cantina della casa di Giusy, la magistrata antimafia collega di Nino e in pensione da tempo dopo essersi ammalata di Alzheimer, che si scopre così essere stata per anni collusa con Suro e Cosa Nostra. Nino rivela la sua identità a Teresa e la chiude in una stanza, mentre concede al mafioso un'ora di tempo per consegnargli l'archivio che dimostra le trattative stato-mafia, dopo che Suro gli ha fatto capire della collusione di Luvi.
Nel frattempo, infatti, il braccio destro di Suro, Calogero Andrea Fasulo, è fuggito dal covo del boss, ha recuperato la musicassetta contenente le registrazioni dell'archivio ed è diretto verso Suro, ma nel viaggio ha un grave scontro in auto con Leonarda e Costardello, che lo portano a casa del carabiniere.
Nello stesso tempo, Luvi, Matteo e un sofferente Palamita si recano verso il covo di Suro ma vengono raggiunti dal maggiore Stefano Testanuda, un agente segreto del ministro Marmora, una sorta di tuttofare che si deve occupare di risolvere la faccenda. Testanuda allontana l'avvocato e il mafioso e inizia a ripercorrere la strada per recuperare l'archivio.
- Altri interpreti: Aldo Baglio (Calogero Andrea Fasulo).

## Se telefonando...
Un flashback degli anni '90 ci mostra Suro e Calogero presso l'ufficio di Marmora (che si trova con il generale Zigrino e con Testanuda), all'epoca ministro della giustizia, per discutere gli accordi stato-mafia. Il tutto viene registrato segretamente da Suro in una musicassetta intitolata Se Telefonando.
Calogero rinsavisce e cerca di soffocare Costardello, ma viene steso da Leonarda, che lo costringe a accettare via telefono la proposta di Suro di vedersi presso un punto di incontro per la consegna dell'archivio. Dopo di ciò, Calogero muore. Leonarda e Costardello si recano in uno dei due posti ipotizzati come luogo d'incontro tra Calogero e Suro, e lì attendono per ore, tuttavia il mafioso intendeva un altro luogo, dove si reca con Teresa, Mario e Nino. 
Nel frattempo Testanuda prosegue la sua ricerca dell'archivio. Leonarda e Costardello in auto ascoltano la registrazione dell'archivio, scoprendo la collusione mafiosa, tra i vari, del ministro dell'interno, del comandante dei carabinieri e della stessa Luvi.
A Wowterworld, Nino sta per sparare a Suro, che nel frattempo continua a ripetere a Teresa di averla perdonata per la morte della madre, ma decide invece di far esplodere la vasca delle orche, fermare i Tracina e Teresa e scappare con Suro.
- Altri interpreti: Aldo Baglio (Calogero Andrea Fasulo).

## Profundo mergere
Nino viaggia per la Sicilia con Suro, che vuole mantenere in vita per consegnarlo alla sorella, per cui lo porta in un vecchio casale per svolgere la dialisi. Durante il procedimento, Suro conficca una siringa di insulina presa a casa di Giusy nel collo di Nino, che, barcollando, tenta di soffocarlo, ma all'ultimo decide di non ucciderlo e lo ricarica in macchina, diretti a casa di Leonarda.
Nel frattempo, le cariche dello stato colluse con Cosa Nostra scoprono che Leonarda e Costardello sono entrati in possesso dell'archivio e agiscono. Il generale Zigrino arriva al comando dei carabinieri e aiutato da due suoi agenti uccide Costardello, di cui simula il suicidio, successivamente incarica Testanuda di occuparsi della collega. L'agente sequestra Leonarda e Nicola a casa di lei per farsi consegnare il nastro dell'archivio, dopo di che stende entrambi con il cloroformio, dà fuoco alla casa e se ne va. Ma prima che i due carabinieri muoiano arriva Nino e salva entrambi.
Luvi scopre che quello che Giusy ha visto è davvero Nino, che dunque è ancora vivo, e si reca a Wowterworld, dove viene accolta da Teresa e trova le carcasse delle orche del parco acquatico.
Il giorno dopo l'incendio, Leonarda e Nicola trovano Mariano Suro nel bagagliaio dell'automobile di Nino.

## Deja vu
Mariano Suro è stato arrestato, il generale Zigrino proclama un discorso di facciata sull'importanza dell'avvenimento e sulla tristezza per la morte di Costardello, mentre i carabinieri arrestano gran parte del clan Suro, compreso Palamita, che stava fuggendo con l'avvocato Boccanera su un traghetto. Leonarda comunica ai giornalisti, interrompendo la sceneggiata di Zigrino, che è convinta che l'arresto di Suro sia solo segno dell'avvento di un nuovo boss che se ne è liberato, e non di un passo avanti per l'antimafia. La carabiniera viene informata da un infuriato Zigrino di essere stata messa sotto protezione dallo Stato dopo le sue dichiarazioni e successivamente conosce Annabella Lemargo, psicologa che si occupa di seguire gli agenti dopo il "suicidio" di Costardello. Nel mentre scopre che un vigile, che nel viaggio di Nino aveva fatto un selfie con Suro, ha fatto un identikit di Balduccio Remora e informa Nicola di aver scoperto che i mafiosi di WowterWorld hanno corrotto la commissione per la ricostruzione del ponte sullo stretto.
Nino torna a casa sua, nel momento in cui Luvi lascia l'abitazione per recarsi ad un'intervista. La donna chiama al telefono il ministro, che procede a nascondere la cassetta dell'archivio, recuperata da Testanuda. Luvi arriva a Roma dove rilascia un'intervista ad Alberto Matano, nella quale dice pubblicamente di essere sicura della non colpevolezza del presunto deceduto Nino. Tornata a casa, si confronta con il marito, che le spiega le ragioni della sua fuga, del suo cambio estetico e di quanto accaduto nei precedenti mesi e le domanda come possa aver collaborato con Suro e perché. Lei afferma di aver fatto tutto per amore di lui dopo aver ricevuto un ordigno esplosivo come minaccia durante una vacanza passata e gli rivela che oltre a Giusy, tutto il pool antimafia era colluso con Suro, così come il ministero e le alte cariche dell'arma. Luvi si difende affermando di aver chiesto a Giusy il contatto del mafioso solo per garantire la sicurezza del marito e gli confessa di averlo fatto condannare consapevolmente e apposta. Al termine della litigata con Luvi, il marito le dice che la sua identità come Nino è morta e la avverte di non far sapere a nessuno, soprattutto Leonarda, di averlo visto.
Nicola e Leonarda fanno interrompere i lavori di costruzione del ponte dopo aver scoperto le infiltrazioni mafiose, mandando in paranoia il clan di Wowterworld, a questo punto guidato da Teresa, che impone di non parlare più di Balduccio.
Testanuda è dubbioso sulla questione Balduccio Remora, che ha scoperto essere in realtà morto, e, contro le richieste del ministro, si reca in Perù dove scoperchia la tomba del mafioso defunto.
Teresa riunisce la commissione provinciale di Cosa Nostra, ascoltata segretamente da Leonarda e Nicola tramite delle cimici, ma tutti i mafiosi coinvolti si rifiutano di avviare la riunione senza la partecipazione di Balduccio. Nino si reca a Wowterworld, ma prima di entrare si accorge che il parco è circondato di agenti in borghese e avvisa dalla macchina Teresa che sono ascoltati. Dopo l'avviso, i carabinieri guidati da Leonarda entrano nel parco, mentre Teresa scappa con Marianuccio. Leonarda arresta tutti i capimandamento coinvolti, scoprendo che Balduccio non ha preso parte alla commissione. Nino salva Teresa e il bambino e cerca di riappacificarsi con la ragazza, che si sente tradita e imbrogliata dall'uomo (che tra le varie cose le aveva promesso che avrebbe ucciso Suro e invece lo ha fatto arrestare). Teresa racconta a Nino di aver ucciso la madre con una pistola all'età di cinque anni. Durante la conversazione, l'ex magistrato le propone di unirsi per ricreare Cosa Nostra, mentre Luvi torna dopo settimane da una furiosa Leonarda, alla quale dice di volersi pentire.
- Guest: Alberto Matano (se stesso).
- Altri interpreti: Carolina Crescentini (Annabella Lemargo), Giuseppe G. Stasi (collaboratore di Leonarda), Enrico Lo Verso (Ernesto Lanzardo), Barbara Tabita (Priscilla Suro), Ivan Giambirtone (Emanuele Grongo), Toni Pandolfo (Egidio Sciarrano), Natale Russo (Lillo Donzella), Giuseppe Lo Piccolo (capomandamento di Bocca di Falco), Alfredo Li Bassi (capomandamento di Calatafimi), Vincenzo Failla (capomandamento di Cinisi), Dario Veca (capomandamento di Passo di Rigano), Maurizio Nicolosi (marito di Priscilla Suro).

## Montecristo
Teresa incontra il padre nel parlatorio del carcere, che non risponde alle sue accuse di essere stato un pessimo padre ma si limita a appoggiare la mano al vetro, gesto a cui risponde la figlia. La ragazza scopre che Suro è stato preso a legnate dalla polizia penitenziaria.
Luvi dice a Leonarda di aver deciso di confessare e pentirsi solo perché dopo l'arresto di Suro si sente al sicuro. Leonarda le dice che la cosa peggiore per Nino è stato morire senza conoscere la verità. Le due donne vengono raggiunte dai magistrati Ernesto Lanzardo e Emanuele Grongo che raccoglieranno le confessioni di Luvi e che consigliano all'agente e all'avvocata di far finta di nulla. Luvi scopre che Nino (sotto l'identità di Remora) ha consegnato Suro alla giustizia.
Nino e Teresa vivono con Marianino in un Wowterworld sequestrato e decadente. L'ex magistrato ha deciso di ricostruire Cosa Nostra e dichiarare guerra allo Stato, dopo aver scoperto da Luvi dell'implicazione mafiosa della maggior parte delle alte cariche. Teresa propone di coinvolgere le sue parenti rimaste libere per ricostruire la banda alla base del clan.
I due magistrati raccolgono la documentazione di tutte le volte in cui Giusy e lo Stato gli hanno impedito di fermare Suro, ma, prima dell'inizio dell'indagine, la banda di Wowterworld infesta di topi la procura e la fa sgomberare. Dopo aver disattivato le videocamere di sorveglianza prendono possesso dei faldoni riferiti al processo alla commissione provinciale, per sostituire i fascicoli dei neo arrestati con delle fotocopie de Il Conte di Montecristo.
Leonarda interroga tutta la commissione provinciale di Cosa Nostra, che nega di conoscere Balduccio Remora, fino a convincere Mario a parlare, dopo aver minacciato di rimpatriarlo. Nino ingaggia Matteo Boccanera come avvocato per tutti i capimandamento e lo istruisce a far saltare l'intero processo in seguito alla sostituzione dei fascicoli. Nel frattempo Luvi si reca coi magistrati Grongo e Lanzardo a interrogare Giusy, ricoverata in una RSA, domandandole chiarimenti su tutte le operazioni da lei fatte saltare all'ultimo momento per la sua collusione con la Mafia, ma al termine del fallimentare incontro, Giusy si suicida.
Teresa comunica alla commissione provinciale la volontà di fare guerra allo Stato, evitando la collaborazione e sottomissione attuata invece dal padre negli anni di comando. Si svolge il funerale di Giusy, con la presenza del ministro Marmora, che comunica a Luvi che il processo saltato ha provocato seimila scarcerazioni mafiose. L'avvocata, con indosso le cimici del pool antimafia, parla con il ministro tentando di fargli confessare la sua collusione, invano. Nel frattempo Nino comunica a Boccanera la volontà di renderlo un effettivo collaboratore del clan e gli fa fare una telefonata a Luvi e al ministro, rivelando loro che Cosa Nostra ha sostituito le carte dei processi e che è in possesso di quelle reali, proponendo una nuova trattativa tra Stato e Mafia. Mormora invita così ad agire Testanuda, che si trova in Perù, dove ha recuperato il certificato di morte di Balduccio Remora.
Leonarda scopre che Salvatore Tracina, dopo l'arresto da parte di Nino, era diventato un collaboratore di giustizia ed era stato messo sotto protezione. Raggiunge la casa in cui viveva all'inizio della prima stagione e lì trova lo schema che Nino aveva fatto per imparare la formazione delle famiglie Suro e Tracina e si ricorda di quando la psicologa Lemargo aveva detto che l'identikit di Remora aveva i suoi stessi occhi.
- Altri interpreti: Enrico Lo Verso (Ernesto Lanzardo), Barbara Tabita (Priscilla Suro), Margareth Madè (Mina Suro), Annandrea Vitrano (Crocifissa Suro), Ivan Giambirtone (Emanuele Grongo), Toni Pandolfo (Egidio Sciarrano), Natale Russo (Lillo Donzella), Giuseppe Lo Piccolo (capomandamento di Bocca di Falco), Alfredo Li Bassi (capomandamento di Calatafimi), Vincenzo Failla ( capomandamento di Cinisi), Dario Veca (capomandamento di Passo di Rigano), Maurizio Nicolosi (marito di Priscilla Suro).

## Itaca
Luvi e il generale Zigrino si collegano in videochiamata con Nino (con telecamera e microfono disattivati) e il clan di Wowterworld, guidato da Matteo, che illustra le richieste di Cosa Nostra allo Stato, tra cui un miglioramento della situazione del padre. I mafiosi propongono una serie di richieste assurde, che vanno dell'estensione delle concessioni balneari all'abolizione del 41bis. fino alla presenza fissa di Priscilla Suro a Domenica In.
Testanuda rivela a Luvi, Zigrino, Marmora di aver personalmente visto il cadavere di Balduccio Remora, dopo che Nino aveva richiesto di riavere l'archivio di Suro, che il ministro afferma di aver distrutto. In risposta Nino li informa di aver rapito Fiume, il nipote del ministro, minacciando di ucciderlo se non riceveranno l'archivio, richiesta che Marmora continua a rifiutarsi di soddisfare.
Leonarda ha capito che Balduccio è in realtà Nino, e Luvi le rivela di averlo già scoperto da tempo e di aver tenuto il segreto per volontà del marito. Loro due, con Lanzardo e Grongo, decidono di attivarsi per documentare lo scambio tra ministero e Mafia. 
Cosa Nostra, infatti, invia al ministro un orecchio, apparentemente del nipotino, convincendolo così ad accettare ogni richiesta. Testanuda segue gli ordini di Marmora, pur essendo completamente in disaccordo e sostenendo che la cosa migliore sarebbe stata dichiarare guerra armata a Cosa Nostra. Viene consegnato l'archivio a Balduccio/Nino, che ascolta sul momento la conversazione tra Luvi e Suro. Improvvisamente un'imboscata organizzata da Testanuda, che ha consegnato una musicassetta falsa a Nino, fa scappare i mafiosi. Nino, che si scopre essersi tagliato l'orecchio e averlo fatto passare per quello di Fiume per non ferire il bambino, scopre l'imbroglio dell'agente segreto e scoppia in una risata isterica, mentre Luvi invia a Leonarda la loro posizione. La carabiniera, insieme al collega Nicola Pizzilli, tende un agguato a Testanuda con l'aiuto di Mario, che ora collabora con loro in cambio del permesso di soggiorno, gli spara a un piede e prende possesso dell'archivio.
Luvi scopre che Nino ha usato il proprio orecchio (con una quantità di sangue di Fiume, per ingannare il test del DNA) per il ricatto, mentre Testanuda viene licenziato da Marmora. Dopo di che, l'avvocata, che era d'accordo con Leonarda nel furto dell'archivio, ordina a Nino di tornare a casa per consegnargli la cassetta. 
I due sposi si ricongiungono, questa volta senza la rabbia dell'ultimo incontro. Nino ascolta la prima conversazione avvenuta tra Luvi e Suro, scoprendo che davvero lei aveva stretto la collaborazione con il mafioso per garantire la sicurezza del marito. Al termine dell'ascolto, Nino brucia il nastro, di cui Luvi ha realizzato una copia, prossima a un rilascio pubblico in concomitanza con l'imminente arresto di Luvi. La donna spiega di aver deciso di fare ciò per far crollare il castello di collusioni e per far scagionare Nino e permettergli di tornare alla sua vecchia professione. Dopo una serata di passione e divertimento insieme, i due sposi tornano a casa, dove li aspetta Testanuda, che uccide Luvi e combatte con Nino, il quale lo uccide a sua volta con un comodino, mentre Leonarda, avvisata dallo stesso Nino, accorre a casa e vede il fratello coperto di sangue.
- Altri interpreti: Barbara Tabita (Priscilla Suro), Margareth Madè (Mina Suro), Annandrea Vitrano (Crocifissa Suro), Maurizio Nicolosi (marito di Priscilla Suro), Enrico Lo Verso (Ernesto Lanzardo), Ivan Giambirtone (Emanuele Grongo).